# Schloss Pullach

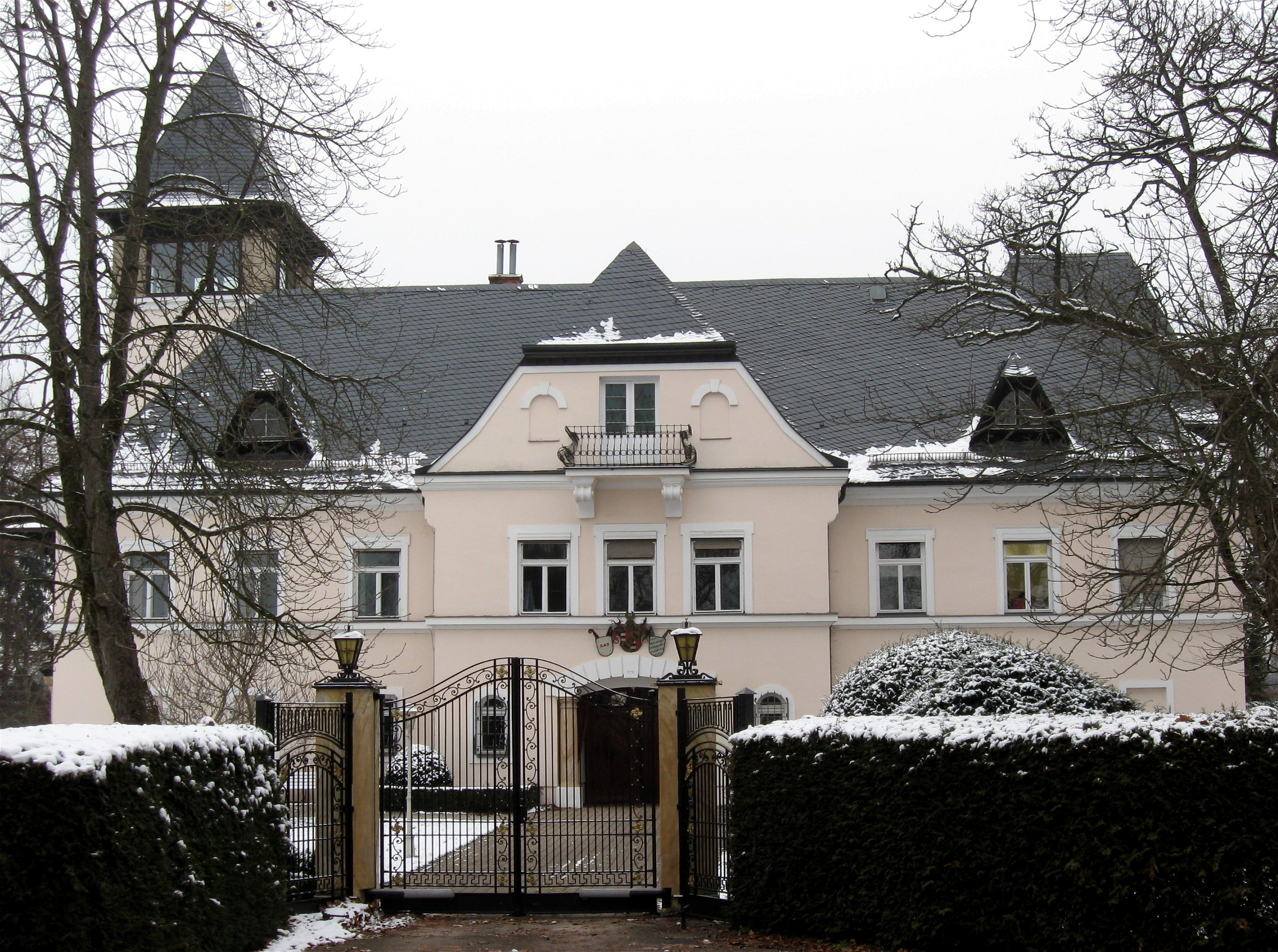
Schloss Pullach bei Kolbermoor

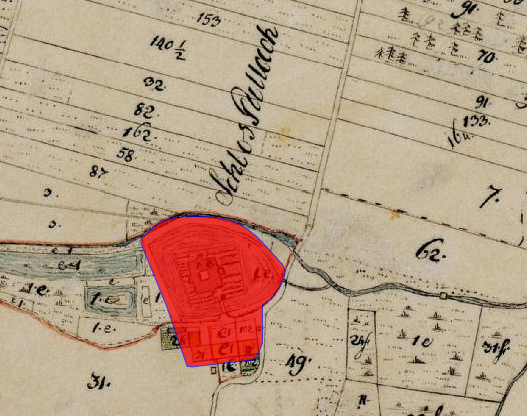
Lageplan von Schloss Pullach auf dem Urkataster von Bayern

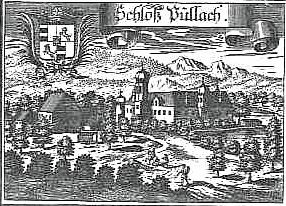
Schloss Pullach nach einem Stich von Michael Wening (1721)

Das Schloss Pullach ist ein ehemaliger Edelsitz im Ortsteil Pullach der oberbayerischen Gemeinde Kolbermoor. Die Anlage ist unter der Aktennummer D-1-87-150-15 als denkmalgeschütztes Baudenkmal verzeichnet. „Untertägige mittelalterliche und frühneuzeitliche Befunde im Bereich von Schloss Pullach und seiner Vorgängerbauten mit zugehörigem Wirtschaftshof“ werden zudem als Bodendenkmal unter der Aktennummer D-1-8138-0279 geführt.

## Geschichte
Die Erbauer des Schlosses waren die Herren von Auer. 1430 erfolgte deren erste urkundliche Erwähnung. 1625 nach dem Aussterben der Familie Auer kam das Schloss durch Vererbung an die Herren von Hundt zu Falkenstein. 1642 wurde es durch Graf Johann Wilhelm von Lamberg ersteigert und verblieb lange in Familienbesitz. 1804 wurde es an Georg Benedikt von Schneid verkauft, anschließend folgten häufige Besitzerwechsel. 1878 bis 1908 war es im Besitz der Ritter von Poschinger, die 1880 bis 1887 den Umbau des Schlosses zu seinem heutigen Aussehen veranlassten. 1908 bis 1935 war es im Besitz der Familie Tregler, anschließend wurde es an die Familie von Kramer verkauft. 1942 wurde es verkauft an die Lilienthalgesellschaft für Luftfahrtforschung e. V. 1945 wurde es durch das bayerische Finanzamt übernommen. Ab 1949 erfolgte die Nutzung durch den Freistaat Bayern als Flüchtlingsheim. 1964 wurde das Schloss durch Max Böhler erworben, 1976 durch Hermann Prinz von Sachsen. 1979 wurde durch Theophana von Sachsen eine bulgarisch-orthodoxe Kapelle im Schloss errichtet. 1997/98 wurde das Schloss durch den neuen Besitzer Bernhard Schurzmann erneut renoviert und wurde Sitz der Sat Gesellschaft für Automatisierungstechnik mbH.

## Beschreibung
Schloss Pullach ist ein ehemaliger Edelsitz. Das Wasserschloss ist eine Vierseitenanlage auf altem Burgstall mit zweigeschossigen Bauten mit abgewalmten Schieferdächern, westlichem Turm mit Zeltdach, östlichem Risalit mit Walmdach, südlichem Giebelrisalit mit Tordurchfahrt im Stil des Historismus. Die zugehörige Parkanlage mit altem Baumbestand stammt aus der Zeit um 1900. Teile des ehemaligen Wassergrabens wurden nach 1945 verfüllt.